# Franklin (hrabstwo Jackson)
Franklin – miasto w Stanach Zjednoczonych, w stanie Wisconsin, w hrabstwie Jackson.